# Klášter Ettal
Benediktinské opatství v hornobavorské obci Ettal leží asi 10 km severně od Garmisch-Partenkirchenu.

## Historie

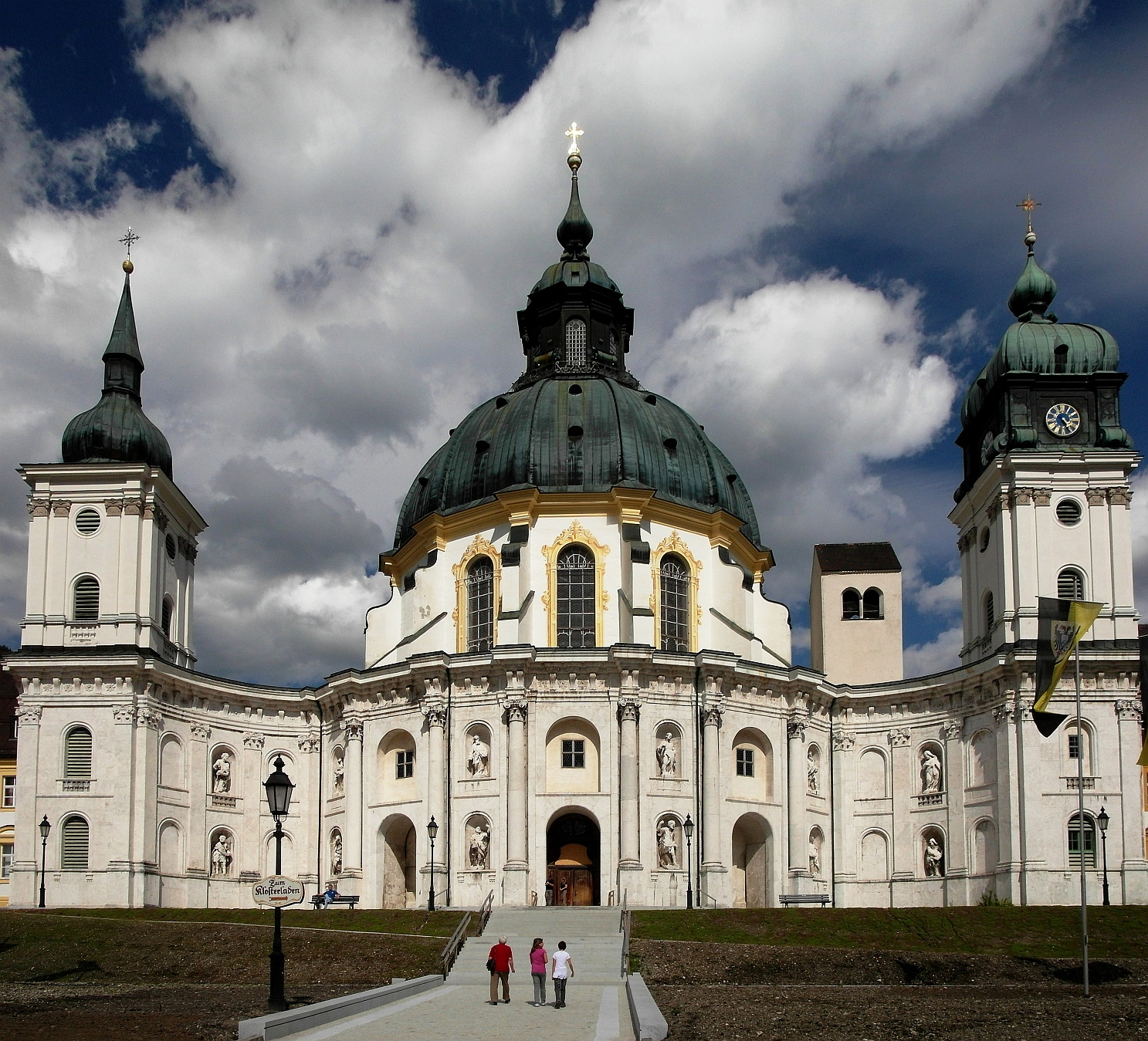
Klášter v Ettalu, barokní kostel

Opatství založil roku 1330 římský král Ludvík Bavor, existuje s přestávkou v letech 1803–1898 dodnes. Klášter je zřizovatelem Benediktinského gymnázia v Ettalu. Klášter Ettal je proslaven především svým barokním kostelem Nanebevzetí Panny Marie, který je i poutním kostelem.
Jedním z vyhlášených klášterních produktů je Ettalský klášterní likér.